# Турска овесарка
Турска овесарка (Emberiza cineracea) е вид птица от семейство Овесаркови (Emberizidae). Видът е почти застрашен от изчезване.

## Разпространение и местообитание
Разпространен е в Бахрейн, Гърция, Египет, Еритрея, Йемен, Израел, Йордания, Ирак, Иран, Катар, Кувейт, Ливан, Обединените арабски емирства, Палестина, Република Кипър, Саудитска Арабия, Сирия, Судан и Турция.